# يوسف الأبطح
يوسف الأبطح (1941م ـ2017م) فنان وكاتب وروائي سوري من اصل فلسطيني، لجأت عائلته إلى سوريا عام 1948. مخضرم، يُعد من الوجوه الفنية التي ساهمت في الحركة الفنية منذ فترة مبكرة. يُعد من الفنانين والأدباء الذين ساهموا بفعالية في المشهد الثقافي السوري والفلسطيني على مدى عقود.

## سيرته
درس الأبطح في مدارس دمشق وتخرج من جامعة دمشق ،التحاق بالمعهد العالي للفنون المسرحية. انضم إلى نقابة الفنانين السوريين عام 1968.

## اعماله
- في مجال التمثيل:
- المسرح: شارك في أعمال عديدة للمسرح القومي وفرقة نقابة الفنانين.[1]
- التلفزيون: من أبرز مشاركاته التلفزيونية "حارة القصر(مسلسل)" عام 1970، حيث ظهر في دور "يسأل عن حسني" في الحلقة السابعة.
- السينما: له حضور في السينما السورية، حيث شارك في أفلام مثل:
  - "ساعي البريد" (1977)
  - "الرجل الصامد" (1975)
  - "المغامرة" (1974)
- في المجال الأدبي: كان يوسف الأبطح روائيًا وعضوًا في كل من اتحاد الكتاب العرب في سوريا واتحاد كتاب فلسطين. تشمل أعماله الروائية خمس روايات مهمة، تعكس كل منها فترة زمنية محددة وقضايا اجتماعية وتاريخية عميقة:
- "قصة حب دمشقية": تتناول الفترة التاريخية والاجتماعية الممتدة بين عامي 1941 و2000.
- "ديب الأبرش": تسلط الضوء على الفترة من عام 1940 حتى عام 1963.
- "مأزوم": تغطي الأحداث ما بين الحرب العالمية الثانية (1944) وحتى عام 1990.[2]
- "عقارب الوحل": تركز على الفترة من 1954 إلى 1975.
- "قبلتي يا شام": وهي رواية من جزأين:
  - الجزء الأول "الواقعة": يروي أحداث الفترة ما بين 8 تموز 1860 حتى تشرين الثاني من العام نفسه.[3]
  - الجزء الثاني "التحدي": يستكمل الفترة من 1860 حتى 1875.[4]

## وفاته
تُوفي الكاتب والروائي يوسف الأبطح مساء يوم 29 تشرين الثاني 2017، عن عمر ناهز 76 عامًا.